# Bias z Priény
Bias (také Biás) (asi 620 př. n. l. — asi 550 př. n. l.) byl řecký právník a filozof, žijící v iónském městě Priéné. Je řazen mezi sedm mudrců archaického Řecka, Satyros z Kallátidy ho dokonce označil za nejvýznamnějšího z nich.

## Život
Působil jako soudce a politik, díky němu dával Hippónax z Efezu priénskou spravedlnost za vzor ostatnímu Řecku. Pro radu se k němu obracel i sardský samovládce Kroisos, údajně právě na Biantovu přímluvu uzavřel mír s řeckými městy na maloasijském pobřeží. Bias po sobě nezanechal žádné písemné památky, o jeho názorech podávají informace Démétrios z Faléru a Díogenés Laertios. Byl skeptický (prohlásil, že „Většina lidí je špatná“), jinak je ale typickým představitelem myslitele své doby s důrazem na zbožnost, vlastenectví, dobré mravy, zdrženlivost a rozvahu. Byl známý svou dobročinností: vykoupil z otroctví zajaté dívky z Messiny, poskytl jim výchovu se svými dcerami i věno a pak je poslal zpátky k rodičům. Marcus Tullius Cicero vypravuje, že když Peršané dobyli Priénu, prchající obyvatelé zachraňovali vše ze svých domů, jen Bias opouštěl město bez zavazadel, se slovy „Vše své si nosím s sebou“ (tím myslel, že vědomosti jsou jeho nejcennějším majetkem).

## Výroky
Bias byl ve starověku pravidelně řazen mezi sedm mudrců; za mudrce ho označil již Platón v dialogu Prótagoras. Je mu připisována řada mravních naučení, životních rad a moudrých výroků:
- Většina lidí je špatná.[3]
- Nebuď ani dobromyslný, ani zlomyslný.[4]
- Mysli na to, co děláš.[4]
- Nerozvážný jazyk stíhá trest.[5]
- Mnoho poslouchej, mluv včas[4] (ve správnou dobu a na správném místě).[6]
- Měj v nenávisti rychlé mluvení, abys nepochybil, neboť pak následuje lítost.[7]
- Je nešťastný, kdo nedovede snášet neštěstí.[8]
- O bozích říkej, že jsou.[9]
- Nehodného muže nechval pro jeho bohatství.[8]
- Pomalu se do něčeho pouštěj, ale co začneš, při tom setrvávej![3]
- Neschvaluj nerozumnost.[6]
- Miluj rozvážnost.[9]
- V mládí si osvoj dobré vychování, ve stáří moudrost.[6]
- Svévolné chování často vzněcuje záhubnou zkázu.[8]